# Yuta (cantante)
Yuta Nakamoto, noto come Yuta (coreano: 유타) (中本悠太, Nakamoto Yūta; Osaka, 26 ottobre 1995) è un cantante, ballerino e modello giapponese.
È un membro del gruppo della boy band sudcoreana NCT. Ha debuttato nella seconda sottounità del gruppo NCT 127 nel 2016 e in NCT U nel 2020.

## Biografia
Yuta è nato il 26 ottobre 1995 a Kadoma, Osaka, in Giappone. È il secondo di tre figli e ha una sorella maggiore e una sorella minore. Si è diplomato alla Yashima Gakuen University International High School. Ha giocato a calcio dai cinque ai 16 anni e voleva diventare un calciatore professionista, un sogno a cui ha rinunciato per intraprendere la carriera di idol.

## Carriera
Yuta si interessa alla carriera da idol nel 2011 dopo aver visto i TVXQ in televisione. Ha partecipato a più audizioni pur non avendo mai studiato né canto né ballo. Nel 2011 partecipa a un programma di audizioni Juice Winter Collection. Nel 2012, partecipa alla prima audizione globale della SM Entertainment diventando uno dei tre partecipanti sui 10.000 a passare. Il 23 dicembre 2013 viene presentato come membro dei SM Rookies, un gruppo di idol creato prima del debutto effettivo.

## Filmografia

### Speciali
- NCTmentary - speciale (2018)

### Programmi televisivi
- Exo 90:2014 - programma televisivo, episodi 1-4, 6-7 (2014)
- Bijeongsanghoedam 1 (비정상회담) - programma televisivo, episodi 53-78 (2015)
- 2015 Idol Star Athletics Championships Chuseok Special (2015 아이돌스타 육상 씨름 농구 풋살 양궁 선수권대회) - programma televisivo (2015)
- 2016 Idol Star Olympics Championships New Year Special (2016 아이돌스타 육상 씨름 풋살 양궁 선수권대회) - programma televisivo (2016)
- NCT Life in Bangkok (엔씨티 라이프 방콕) - programma televisivo (2016)
- NCT Life in Seoul (엔씨티 라이프 서울) - programma televisivo (2016)
- Music Station (ミュージックステーション) - programma televisivo (2016)
- Pops In Seoul - programma televisivo (2016)
- NCT Life: Team Building Activities (엔씨티 라이프 단합대회) - programma televisivo (2016)
- Weekly Idol (주간 아이돌) - programma televisivo, episodi 265, 289, 347, 378, 410, 452-453, 462 (2016, 2017, 2018, 2019, 2020)
- Idol Chef King (아이돌요리왕) - programma televisivo (2016)
- NCT Life: Korean Cuisines Challenge (엔씨티 라이프 한식왕 도전기) - programma televisivo (2016)
- Idol Party: Under The Sky Without a Mother (아이돌잔치) - programma televisivo (2016)
- NCT Life in Osaka (엔시티 라이프 오사카) - programma televisivo (2017)
- NCT 127 BOY VIDEO - programma televisivo (2017)
- K-RUSH (KBS World Idol Show K-RUSH) - programma televisivo, episodio 16 (2017)
- Snowball Project (눈덩이 프로젝트) - programma televisivo (2017)
- Music Bank in Jakarta (뮤직뱅크) - programma televisivo (2017)
- N' Minute (N') - programma televisivo (2017)
- NCT 127: Road to Japan - programma televisivo (2017-2018)
- Idol Star Athletics Championships (아이돌 스타 육상 선수권대회) - programma televisivo (2018)
- After Mom Goes to Sleep (엄마가 잠든 후에) - programma televisivo, episodio 59 (2018)
- All The Butlers (집사부일체) - programma televisivo, episodio 12 (2018)
- K-RUSH 3 (KBS World Idol Show K-RUSH Season 3) - programma televisivo, episodio 3 (2018)
- School Attack 2018 (스쿨어택 2018) - programma televisivo, episodi 1-2 (2018)
- NCT RECORDING DIARY - programma televisivo, episodi 2, 6-7 (2018)
- NCT Life: Hot&Young Seoul Trip (엔시티 라이프 Hot&Young 서울여행) - programma televisivo (2018)
- NCT127 X LieV (NCT127의 눕방라이브!) - programma televisivo (2018)
- Idol Room (아이돌룸) - programma televisivo, episodio 23 (2018)
- NCTzens Would Like This Too 127 (시즈니가 이런 거 또 좋아하지 127) - programma televisivo (2018)
- A Song For You 5 - programma televisivo, episodio 3 (2018)
- Johnny’s Communication Center (쟈니의 커뮤니케이션 센터) - programma televisivo, episodi 1, 5, 9-10, 13, 26 (2018)
- Chen Le & Ji Sung's This and That (천지의 이것저것) - programma televisivo, episodio 3 (2018)
- Star Road: NCT127 (OSEN 스타로드 NCT127) - programma televisivo (2019)
- Mafia Dance (마피아댄스) - programma televisivo, episodio 22 (2019)
- 2019 Idol Star Athletics Championships (2019아이돌스타 육상 볼링 양궁 리듬 체조 족구 선수권 대회) - programma televisivo (2019)
- NCT 127 HIT THE STATES - programma televisivo, episodi 2, 6, 8, 13, 15-17 (2019)
- NCT 127 Teach Me JAPAN: Lesson 1 (NCT127おしえてJAPAN!) - programma televisivo (2019)
- Hunman Jeongeum (국경 초월 신개념 어학당-훈맨정음) - programma televisivo, episodio 12 (2019)
- NCT 127 Teach Me Japan: Lesson 2 (NCT 127 おしえてJAPAN) - programma televisivo (2019)
- NCT 127 BKLYN BOYS (엔시티 브루클린보이즈) - programma televisivo (2019)
- NCT 127 American School 101 (아메리칸스쿨101) - programma televisivo (2019)
- 2019 Idol Star Athletics Championships Chuseok Special (2019 추석특집 아이돌스타 선수권대회) - programma televisivo (2019)
- NCT 127 24hr RELAY CAM (NCT 127 릴레이캠) - programma televisivo, episodio 2 (2019)
- NCT LIFE in Chuncheon & Hongcheon (엔시티 라이프 춘천&홍천) - programma televisivo (2019-2020)
- BOATTA (보았다) - programma televisivo, episodi 6, 12 (2020)
- MMTG (문명특급) - programma televisivo, episodio 211 (2020)
- 37.5MHz HAECHAN Radio (37.5 MHz 해찬 라디오) - programma televisivo, episodio 1 (2020)
- CDTV Live! Live! (CDTV ライブ! ライブ!) - programma televisivo (2020)
- [Un Cut] Production Story - programma televisivo (2020)
- Star Road: The Return of NCT 127 - programma televisivo (2020)
- To You (투유) - programma televisivo, episodi 2-3 (2020)
- Late Night Punch Punch Show (레잇나잇펀치펀치쇼) - programma televisivo (2020)
- NCT 127 BATTLE GAME: Office Final Round - programma televisivo (2020)
- NCT 127 Baseball Team (시티고 야구부) - programma televisivo (2020)
- Master MOON Chef (금손 문선생의 최고의 요리비결) - programma televisivo, episodi 1, 5-7 (2020)
- Halo! Sekolah Bahasa Indonesia (HALO! 인도네시아 스쿨) - programma televisivo (2020)
- 10F Housemate (10층 하우스메이트) - programma televisivo (2020)
- PARTY B - programma televisivo (2020)
- After_zzZ (아빠 안 잔다) - programma televisivo, episodio 3 (2020)
- NCT WORLD 2.0 (NCT 월드 2.0) - programma televisivo (2020)
- Welcome to Sun&Moon - programma televisivo, episodio 10 (2020)
- NCT WORLD 2.0 Behind Cam (NCT 월드 2.0 비하인드캠) - programma televisivo (2020)
- 2020 ENQUETE 20 (2020 앙케이트 20) - programma televisivo (2020)
- Find the Best Dancer (최고의 댄서를 찾아라) - programma televisivo (2020)
- Workitpus Guardian (월킷포스가디언) - programma televisivo (2020)
- Chen Le & Ji Sung's This and That Season 2: Behind the Scenes (천지의 이것저것 시즌2 비하인드 영상) - programma televisivo (2020)
- It's Awkward But It's Ok: Special (어색하지만 괜찮아: 특별편) - programma televisivo, episodi 3-6 (2020-2021)
- Find the Best Agent (최고의 에이전트를 찾아라) - programma televisivo (2021)
- NCT 24hr RELAY CAM (NCT 릴레이캠) - programma televisivo (2021)
- The Next NEO Model (도전 네오모델 코리아) - programma televisivo (2021)
- CT High School - Grade 1, Class 27 (시티고 1학년 27반) - programma televisivo (2021)
- Our, July (우리, 칠월) - programma televisivo (2021)
- NCT LIFE in Gapyeong (NCT LIFE in 가평) - programma televisivo (2021)
- Stick Together - programma televisivo (2021)
- Find The Best Cowboy (최고의 카우보이를 찾아라) - programma televisivo (2021)
- Saturday Night Live Korea 10 (SNL 코리아10) - programma televisivo, episodio 6 (2021)
- One Good Lemonade for One Good Talk - programma televisivo (2021)
- NCT Life in Gapyeong - Behind the Scenes (NCT LIFE in 가평 비하인드 영상) - programma televisivo (2021)
- Analog Trip 2 (Analog Trip 2 (아날로그 트립2)) - programma televisivo (2021)
- Vampire House: The Favorite (뱀파이어하우스 : The Favorite) - programma televisivo (2021)
- NCT Halloween Manito - programma televisivo (2021)
- EuMARKJUNGsim (쇼! 으맠쩡심) - programma televisivo, episodio 6 (2021)
- NCT Beautiful Moments of 2021 and Beyond - programma televisivo (2022)
- THE NCT SHOW in THE NCT UNIVERSE - programma televisivo (2022)
- The Link Log (더링크로그) - programma televisivo (2022)